# Laura Imbruglia
Laura Imbruglia (Sydney, 15 giugno 1983) è una cantante e chitarrista australiana, sorella minore della cantante Natalie Imbruglia.

## Discografia

### Album in studio
- 2006 – Laura Imbruglia
- 2010 – The Lighter Side Of...
- 2013 – What a Treat
- 2019 – Scared Of You

### EP
- 2003 – It makes a Crunchy Noise

### Singoli
- 2005 – My Dream of a Magical Washing Machin